# فوتبال ارمنستان در ۱۹۹۳
فصل ۱۹۹۳ در فوتبال ارمنستان دومین فصل فوتبال مستقل این کشور پس از جدایی از اتحاد جماهیر شوروی بود. لیگ فوتبال حرفه‌ای ارمنستان در دو بخش موجودیت داشت، لیگ برتر ارمنستان (شامل ۱۶ تیم) و لیگ دسته اول ارمنستان (دو گروه ۱۴ تیمی). از ۱۶ تیم لیگ برتر، سه تیم سقوط می‌کردند، در حالی‌که دو تیم برنده گروه لیگ دسته اول به همراه نایب قهرمان بهتر، برای فصل ۱۹۹۴ به دسته بالاتر صعود می‌کردند.